# Fire Burning
«Fire Burning» (En español: «Fuego quemado») es una canción dance pop por el músico de reggae Sean Kingston. Se ha lanzado como el primer sencillo de su segundo álbum de estudio Tomorrow. La canción muestra un poco más de sonido synth-dance que sus grabaciones anteriores, con influencias de la música dance y el electropop. A diferencia de muchos de sus singles anteriores, que son producidos por J.R. Rotem, la canción es producida por RedOne.

## Lista de canciones
Descarga digital
1. "Fire Burning (versión del álbum) (Kisean Anderson, Bilal Hajji, RedOne) – 4:03

Sencillo en CD (Alemania)
1. Fire Burning – 4:00
2. War – 2:59

## Remezclas
- Fire Burning (Remix) (con Pitbull)
- Fire Burning (Remix) (con Adrian Banton & Pitbull)
- Fire Burning (Jody den Broeder Remix)
- Fire Burning (Jody den Broeder Radio Edit)
- Fire Burning (Dave Audé Club Mix)
- Fire Burning (Dave Audé Radio Mix)

## Posicionamiento en listas
| Listas (2009)                       | Mejor posición |
| ----------------------------------- | -------------- |
| Australian ARIA Singles Chart       | 48             |
| Austrian Singles Chart              | 54             |
| Belgian Singles Chart (Flanders)    | 29             |
| Canadian Hot 100                    | 2              |
| Eurochart Hot 100 Singles           | 28             |
| Finnish Singles Chart               | 13             |
| German Singles Chart                | 56             |
| Irish Singles Chart                 | 12             |
| Japan Hot 100                       | 9              |
| New Zealand Singles Chart           | 36             |
| Romanian Singles Chart              | 46             |
| Swedish Singles Chart               | 29             |
| Swiss Singles Chart                 | 50             |
| Turkey Top 20 Chart                 | 2              |
| UK Singles Chart                    | 12             |
| UK R&B Singles Chart                | 6              |
| U.S. Billboard Hot 100              | 5              |
| U.S. Billboard Hot Dance Club Songs | 8              |
| U.S. Billboard Hot Latin Tracks     | 43             |
| U.S. Billboard Pop Songs            | 7              |